# Christiane Mudra
Christiane Mudra (* 6. Dezember 1978 in München) ist eine deutsche Regisseurin, Autorin, Journalistin und Schauspielerin. Sie ist Gründerin von Investigative Theater, einem seit 2014 bestehenden Projekt Theaterschaffender, das auf journalistischen Langzeit- und Hintergrundrecherchen beruht und in Abgrenzung zum dokumentarischen Theater in erster Linie Originalquellen erschließt und auch unbekannte Fakten öffentlich macht. Ihre Arbeiten entstehen auch jenseits klassischer Bühnenräume, etwa in Privatwohnungen oder im öffentlichen Raum. Sie nutzt dazu digitale Medien und interaktive Formate.
Sie setzt sich mit den Themen Rechtsextremismus, Aufarbeitung der NS-Vergangenheit, Überwachung, Verschwörungsideologien, Misogynie und mentale Gesundheit auseinander.

## Leben
Christiane Mudra studierte zunächst Politikwissenschaften. Nach einem Schauspielstudium ist sie seit 2002 als Schauspielerin, Regisseurin, Autorin und Produzentin überwiegend im deutschsprachigen Raum tätig. Unterstützt durch das Goethe-Institut adaptierte sie ihr Stück yoUturn 2017 in Brasilien neu.
Für die Jahre 2022–2024 erhielt sie die Optionsförderung für freie Theaterschaffende der Landeshauptstadt München.
An der Hochschule für bildende Künste Hamburg studierte sie im Studienschwerpunkt Theorie und Geschichte bei Hanne Loreck und Robert Bramkamp und schloss ihr Studium mit dem Abschluss Master of Fine Arts ab.
Bei den 73. Internationalen Filmfestspielen Berlin im Jahr 2023 wirkte sie in der Jury für den Friedensfilmpreis mit. Beim 15. New York City Independant Film Festival wurde im Juni 2023 ihre filmische Dokumentation The Holy Bitch Project aufgeführt.
Sie lebt in Berlin und München.

## Beruflicher Werdegang
Christiane Mudras Arbeiten gehen intensive Recherchen, Expertenbefragungen und Interviews voraus. Die Inszenierungen werden von Programmheften mit ergänzenden Materialien und Diskussions-Panels begleitet.
Ein Schwerpunkt ihrer Arbeit ist die Auseinandersetzung mit Rechtsextremismus und rechtem Terror. Sie war Beobachterin des NSU-Prozesses in München, über den sie in diversen Zeitungen und Publikationen berichtete. Bei der re:publica 2017 trat sie als Speakerin zum Thema V-Mann-Praxis im NSU-Komplex auf. Mit dem Politikwissenschaftler Hajo Funke besteht eine regelmäßige Zusammenarbeit, die u. a. 2018 zur Veröffentlichung von Gäriger Haufen: Die AfD: Ressentiments, Regimewechsel und völkische Radikale. Handreichung zum demokratischen Widerstand führte. Für die Bundeszentrale für politische Bildung erarbeitete sie Podcasts zum Terrorismus in der Bundesrepublik in den Achtziger Jahren und den Zehnerjahren. 2022 erschien ihr Beitrag „438 Tage. Der NSU-Prozess am Münchner Oberlandesgericht“ im von Kerstin Wilhelms und Stefan Arnold herausgegebenen Sammelband Schauprozesse: Gericht und Theater als Bühnen des Politischen.
Ihre künstlerische Arbeit fusst auf diesen Recherchen und findet eine performative Umsetzung, die das Publikum immersiv einbezieht. Mudras NSU-Trilogie besteht aus Wir waren nie weg: Die Blaupause, Off the Record und Kein Kläger.
Der „heimattreue Western“ Wir waren nie weg aus dem Jahr 2015 führt an verschiedene Schauplätze rechten Terrors in München: vom Ladengeschäft, in dem Theodoros Boulgarides vom NSU 2005 ermordet wurde bis zum Gedenkort für das Oktoberfestattentat 1980 auf der Theresienwiese. Im ein Jahr später aufgeführten zweiten Teil der Trilogie, Off the Record – Die Mauer des Schweigens, der neben der theatralen Fassung auch als Hörspiel realisiert wurde, steht nach den Tätern und Opfer nun das System aus Ermittlungsbehörden, Verfassungsschutz und Untersuchungsausschüssen im Mittelpunkt. Der abschließende dritte Teil hatte 2019 Premiere und fokussiert auf das Justizwesen. Kein Kläger: NS-Juristen und ihre Nachkriegskarrieren startet am Parkplatz des Olympia-Einkaufszentrum, dem Schauplatz des rechtsextremistischen Anschlags in München 2016. Der weitere Weg führte u. a. zum Gebäude des Strafjustizzentrums in der Nymphenburger Straße, in dem der NSU-Prozess tagte sowie zum Justizpalast (München), dem Schauplatz der Prozesse gegen die Mitglieder der Widerstandsgruppe Weiße Rose. Für Kein Kläger führte Christiane Mudra zahlreiche Interviews mit Holocaust-Überlebenden, mit Angehörigen von Hingerichteten der Widerstandsgruppen Weiße Rose und Rote Kapelle sowie mit Anklägern der Eichmann- sowie der Auschwitzprozesse.
Das Zusammenspiel von häuslicher, sexualisierter und digitaler Gewalt gegen Frauen thematisiert The Holy Bitch Project. Hierzu führte Christiane Mudra Interviews mit Betroffenen und Experten. Die parallel entstandene filmische Dokumentation wurde in Kinos und auf Festivals gezeigt.
Der Schlüssel behandelt das Thema Verschwörungserzählungen und deren Mechanismen populistischer Verführung.
Selbstoptimierung und psychische Erkrankungen wie Alkoholabhängigkeit, Depression, Schizophrenie und Anorexie sind Gegenstand von Selfie & Ich, das in München-Haidhausen und in Berlin-Neukölln in jeweils vier Privatwohnungen aufgeführt wurde. In die aktuellen Beobachtungen verwoben werden Zitate aus den historischen Patientenakten eines Psychiatrieinsassen, die zugleich die ungebrochene Geschichte der Psychiatrie in den Jahren von 1939 bis 1984 illustrieren.
Die Mühlen der Bürokratie, die den Alltag von Migranten und Geflüchteten bestimmen, sind Gegenstand von Hotel Utopia, das ebenfalls in München und Berlin in Treppenhäusern und langen Bürofluren gezeigt wurde. Das Publikum wird vor Betreten der Spielstätte mit einem Pass und damit mit neuer Identität und Nationalität ausgestattet und dann in eine Transitzone entlassen, in der die Bewertung des Menschen anhand von Pass und Abstammung vorgenommen wird.
Beta, Christiane Mudras erste Musiktheaterinszenierung, feierte am 17. Februar 2024 in der Tischlerei der Deutsche Oper Berlin Uraufführung. Die Musik hat Dariya Maminova komponiert. Beta behandelt Fragen von Digitalisierung, Künstlicher Intelligenz und dem Wert und der Bewertung von (persönlichen) Daten. Wirtschaftliche Interessen von Tech-Visionären, politische Regulierung und gesellschaftliche Anliegen wie Daten- und Verbraucherschutz treffen dazu in Person eines Tech-Entrepreneurs, einer Digitalministerin und einer Hackerin, unterstützt von diversen Avataren, im Raum des Metaverse aufeinander.
In den Kellerräumen des ehemaligen Kaufhofs am Stachus in München wurde die Performance und Installation Xploit:s - von Arbeit, Entfremdung und Respekt am 22. November 2024 uraufgeführt. Auf Recherchen im Niedriglohnsektor fussend werden die ausbeuterischen Arbeitsbedingungen im Bereich der Alten- und Krankenpflege, Reinigung und bei Lieferdiensten thematisiert.

## Theaterarbeiten
- inSight? (2012)
- outLook (2013)
- yoUturn (2013)
- Wir waren nie weg (2015)
- Off the Record (2016)
- Kein Kläger (2019)
- The Holy Bitch Project (2021)
- Der Schlüssel (2021)
- Selfie & Ich (2022)
- Hotel Utopia (2023)
- Beta (2024)
- Xploit:s - Von Arbeit, Entfremdung und Respekt (2024)

## Filmografie
- The Holy Bitch Project (2022), 123 Minuten – Filmische Dokumentation auf Basis des gleichnamigen Theaterabends. Uraufführung am 22. Juni 2022 im Monopol-Kino München.[35]
- Selfie + Ich (2023), 29:30 Minuten – Kurzfilm, zugleich Abschlussfilm HFBK Hamburg.[36]